# Toshimasa Furuta
Toshimasa Furuta (古田俊正, Furuta Toshimasa) est un astronome japonais. D'après le Centre des planètes mineures, il a découvert 82 astéroïdes, dont six seul entre 1980 et 1982 et 76 avec un codécouvreur entre 1988 et 1996.

## Astéroïdes découverts
| (2478) Tokai               | 4 mai 1981        |
| (2908) Shimoyama           | 18 novembre 1981  |
| (3814) Hoshi-no-mura       | 4 mai 1981        |
| (4265) Kani[1]             | 8 octobre 1989    |
| (4351) Nobuhisa[1]         | 28 octobre 1989   |
| (4353) Onizaki[1]          | 25 novembre 1989  |
| (4541) Mizuno[2]           | 1er janvier 1989  |
| (4614) Masamura[1]         | 21 août 1990      |
| (4717) Kaneko[1]           | 20 novembre 1989  |
| (4799) Hirasawa[1]         | 8 octobre 1989    |
| (4835) Asaeus[3]           | 29 janvier 1989   |
| (4903) Ichikawa[1]         | 20 octobre 1989   |
| (4904) Makio[1]            | 21 novembre 1989  |
| (4951) Iwamoto[1]          | 21 janvier 1990   |
| (5236) Yoko[1]             | 10 octobre 1990   |
| (5287) Heishu[1]           | 20 novembre 1989  |
| (5288) Nankichi[1]         | 3 décembre 1989   |
| (5295) Masayo[1]           | 5 février 1991    |
| (5333) Kanaya[4]           | 18 octobre 1990   |
| (5334) Mishima[4]          | 8 février 1991    |
| (5399) Awa[3]              | 29 janvier 1989   |
| (5581) Mitsuko[3]          | 10 février 1989   |
| (5743) Kato[4]             | 19 octobre 1990   |
| (5775) Inuyama[1]          | 29 septembre 1989 |
| (5777) Hanaki[1]           | 3 décembre 1989   |
| (5908) Aichi[1]            | 20 octobre 1989   |
| (5909) Nagoya[1]           | 23 octobre 1989   |
| (6228) Yonezawa            | 17 janvier 1982   |
| (6251) Setsuko[4]          | 25 février 1992   |
| (6383) Tokushima[3]        | 12 décembre 1988  |
| (6392) Takashimizuno[1]    | 29 avril 1990     |
| (6419) Susono[4]           | 7 décembre 1993   |
| (6554) Takatsuguyoshida[1] | 28 octobre 1989   |
| (6661) Ikemura[1]          | 17 janvier 1993   |
| (6792) Akiyamatakashi[4]   | 30 novembre 1991  |
| (6902) Hideoasada[1]       | 26 octobre 1989   |
| (6961) Ashitaka[4]         | 26 mai 1989       |
| (7237) Vickyhamilton[2]    | 3 novembre 1988   |
| (7238) Kobori[1]           | 27 juillet 1989   |
| (7240) Hasebe[1]           | 19 décembre 1989  |
| (7408) Yoshihide[1]        | 23 septembre 1989 |
| (7472) Kumakiri[4]         | 13 février 1992   |

| (7518) 1989 FG[2]                                                                                                   | 29 mars 1989      |
| (7648) Tomboles[1]                                                                                                  | 8 octobre 1989    |
| (7992) Yozan | 28 novembre 1981  |
| (8188) Okegaya[1]                                                                                                   | 18 décembre 1992  |
| (8251) Isogai | 8 novembre 1980   |
| (8272) Iitatemura[1]                                                                                                | 29 septembre 1989 |
| (8273) Apatheia[4]                                                                                                  | 29 novembre 1989  |
| (8278) 1991 JJ[1]                                                                                                   | 4 mai 1991        |
| (8351) 1989 EH1[2]                                                                                                  | 10 mars 1989      |
| (8487) 1989 SQ[1]                                                                                                   | 29 septembre 1989 |
| (8490) 1989 TU10[1]                                                                                                 | 4 octobre 1989    |
| (8851) 1990 XB[1]                                                                                                   | 8 décembre 1990   |
| (8864) 1991 VU[1]                                                                                                   | 4 novembre 1991   |
| (8873) 1992 UM2[1]                                                                                                  | 21 octobre 1992   |
| (9033) Kawane[4] | 4 janvier 1990    |
| (9039) 1990 WB4[1]                                                                                                  | 16 novembre 1990  |
| (9943) Bizan[3] | 29 octobre 1989   |
| (11281) 1989 UM1[1]                                                                                                 | 28 octobre 1989   |
| (11501) 1989 UU3[1]                                                                                                 | 29 octobre 1989   |
| (11503) 1990 BF[1]                                                                                                  | 21 janvier 1990   |
| (11865) 1989 SC[1]                                                                                                  | 23 septembre 1989 |
| (11867) 1989 TW[2]                                                                                                  | 4 octobre 1989    |
| (11924) 1992 WS3[1]                                                                                                 | 17 novembre 1992  |
| (12745) 1992 UL2[1]                                                                                                 | 21 octobre 1992   |
| (13034) 1989 UN[1]                                                                                                  | 23 octobre 1989   |
| (14851) 1989 SD[1]                                                                                                  | 23 septembre 1989 |
| (14852) 1989 SE[1]                                                                                                  | 23 septembre 1989 |
| (15715) 1989 UN1[1]                                                                                                 | 28 octobre 1989   |
| (16456) 1989 UO[1]                                                                                                  | 23 octobre 1989   |
| (17441) 1989 UE[1]                                                                                                  | 20 octobre 1989   |
| (17651) Tajimi[5]                                                                                                   | 3 novembre 1996   |
| (19138) 1989 EJ1[2]                                                                                                 | 10 mars 1989      |
| (19144) 1989 UP1[1]                                                                                                 | 28 octobre 1989   |
| (19977) 1989 TQ[1]                                                                                                  | 7 octobre 1989    |
| (20020) 1991 VT[1]                                                                                                  | 4 novembre 1991   |
| (20036) Marcboucher[1]                                                                                              | 21 octobre 1991   |
| (22297) 1989 WA1[1]                                                                                                 | 21 novembre 1989  |
| (23456) 1989 DB[2]                                                                                                  | 26 février 1989   |
| (27714) Dochu[3] | 29 janvier 1989   |
| (29164) 1989 UA[1]                                                                                                  | 20 octobre 1989   |
| 1. avec Yoshikane Mizuno 2. avec Kenzo Suzuki 3. avec Masayuki Iwamoto 4. avec Makio Akiyama 5. avec Takashi Mizuno |                   |